# U-Bahn v Berlíně
U-Bahn (zkr. Untergrundbahn) představuje v Berlíně páteř zdejší městské hromadné dopravy. Tvoří jej celkem devět linek, z nichž historie některých je více než 100 let dlouhá; první vlaky vyjely do berlínského podzemí v roce 1902. Jako znak celého systému se používá bílé písmeno U na modrém čtverhranném poli.
V metru dnes funguje celkem 175 stanic (9. největší síť podle počtu stanic), délka sítě dosahuje 155,4 km (což je například více než délka pražské tramvajové sítě). Slouží 9 linek označovaných U1 až U9. Nejdelší z nich je U7 (32 km, 40 stanic) a nejkratší U4 (2,9 km, 5 stanic). Metro jezdí v intervalech od dvou (špička) až do patnácti minut (na některých linkách noční provoz). Systému slouží mnoho dep a čtyři dílny.

## Historie

### 1896–1920: Začátky metra

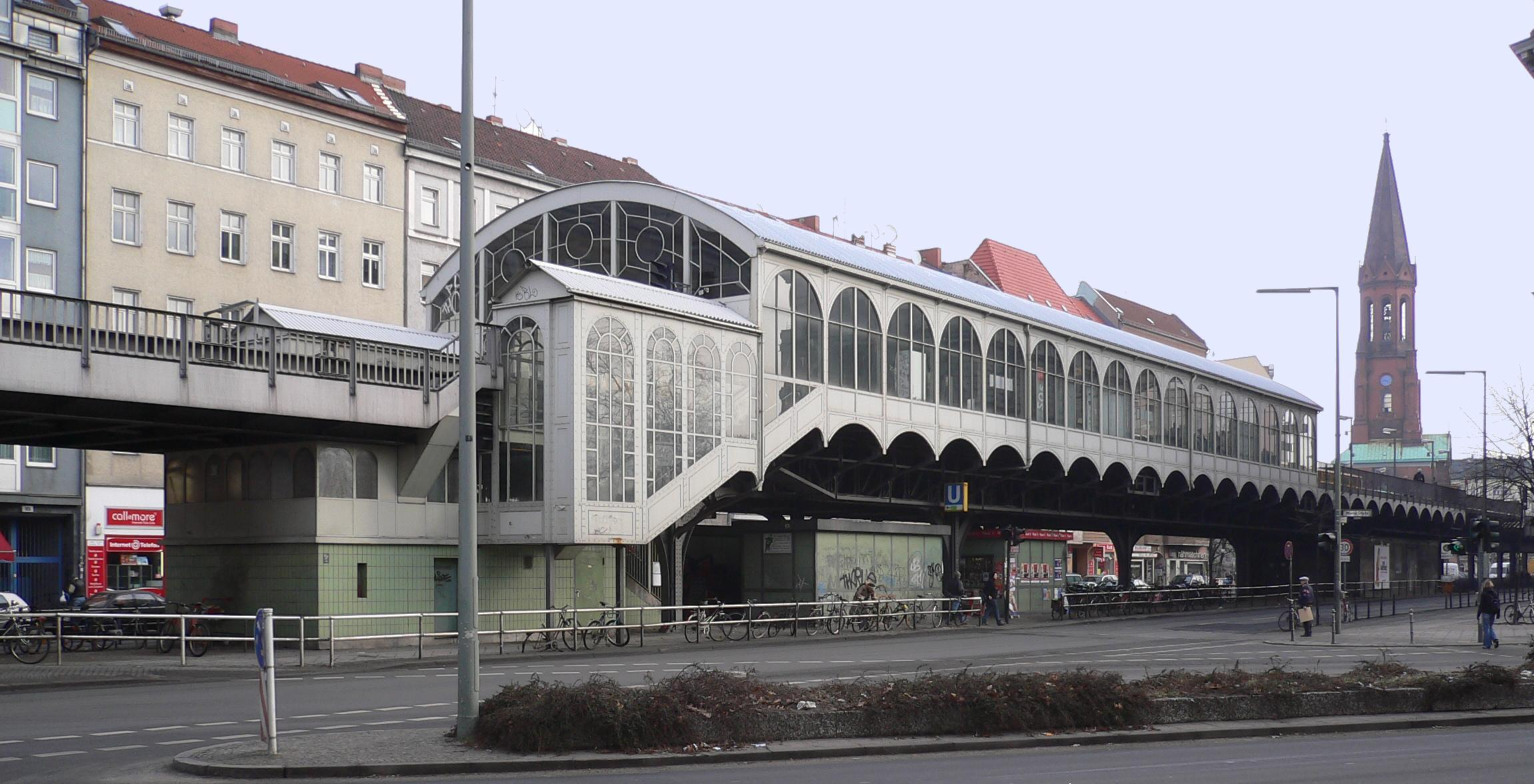
Stanice Görlitzer Bahnhof, čtvrť Kreuzberg (zde nadzemní úsek)

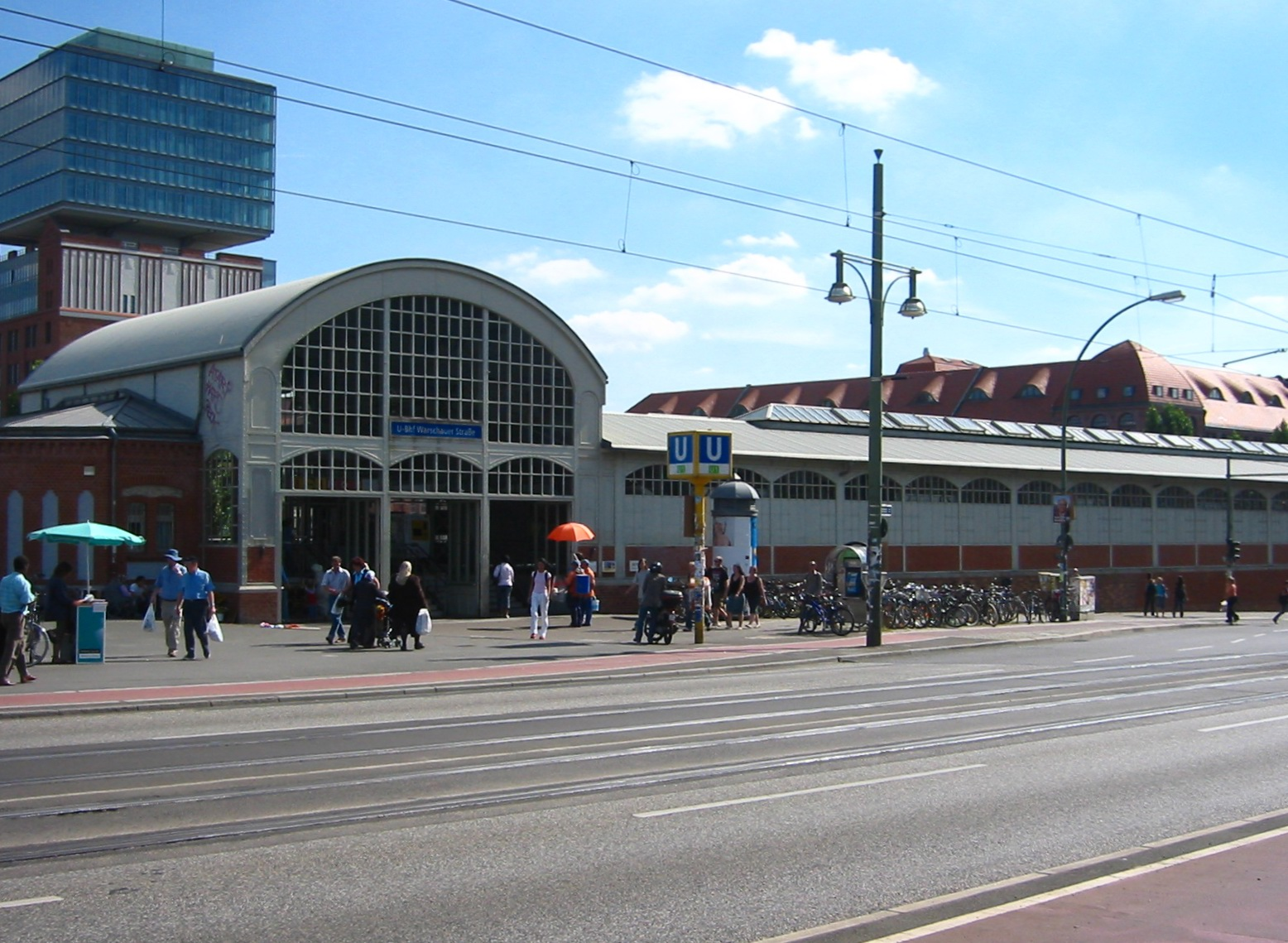
Warschauer Straße, jedna z nejstarších stanic metra

Již koncem 19. století bylo jasné, že dopravní situaci stále rostoucího města bude nutno rychle řešit, a tak se v roce 1896 začalo s budováním metra.
Ještě před výstavbou metra bylo zásadní otázkou, jak metro postavit; jestli vybudovat nadzemní viadukty, po nichž by tratě byly vedeny, či vyhloubit nebo razit tunely. Obě dvě koncepce měly své zastánce i odpůrce, nakonec však zvítězila levnější varianta – metro nadzemní. Na rozdíl od USA, kde byly vystavěny v této době ryze účelové konstrukce, při architektonickém ztvárnění nových tratí v Berlíně se zasadili jejich tvůrci o jistou míru estetičnosti.
Problémy se také objevily při budování prvních podzemních úseků, a to vzhledem k vysoké hladině spodní vody ve městě. Díky studnám se ale dařilo hladinu vody dočasně, alespoň po dobu stavby, snížit. První tunely podzemní dráhy měly podél celého svého obvodu nepropustné ochranné pouzdro, tvořené převážně asfaltem.

### 1920–1933: Metro v časech rozvoje i krize
Již 15. února 1902 byl uveden do provozu první úsek podzemní dráhy s pěti stanicemi vedoucí mezi Stralauer Tor a Zoologischer Garten s odbočnou větví na Potsdamer Platz, z velké části ještě nadzemní. Berlín se tak stal sedmým městem na světě, které zprovoznilo vlastní systém podzemní dráhy. Do roku 1910 už stálo celkem 11,2 km tratí. Výstavbu však přerušila první světová válka a nepomohla ji ani krize, ve které se Výmarská republika po ní ocitla. Přesto v 20. a 30. letech minulého století přibylo mnoho nových úseků.
Po roce 1920 byly nové linky metra budovány pouze pro nové delší a širší vlaky, a vzniklo tak dnešní dělení na velkoprofilovou a maloprofilovou síť (obě sítě však mají stejný rozchod kolejí, a to 1435 mm). Linky první uvedené spojovaly město ze severu na jih a té druhé pak z východu na západ. U velkoprofilové sítě byly první její úseky otevřeny v letech 1923 a 1930.

### 1933–1945: Národněsocialistická německá říše a druhá světová válka
Poté, co se NSDAP dostala s Adolfem Hitlerem v čele roku 1933 k moci, vládnoucí strana zasáhla do všech oblastí života v Německu, podzemní dráhy nevyjímaje. K 1. prosinci 1933 došlo k velké reorganizaci celého BVG, změny zasáhly oblast od plánování nových úseků až k údržbě vozového parku. Začaly se též i přejmenovávat stanice, například 24. dubna 1933 se z Reichskanzlerplatz stala Adolf Hitler Platz, 1. května 1934 pak Schönhauser Tor byla přejmenována na Horst-Wessel-Platz (podle nacisty, který byl zabit německými komunisty a později glorifikován tehdejším režimem).
V této době již bylo běžné, že ve všech stanicích visela národní vlajka (tj. červená s bílým kruhem a černým hákovým křížem).

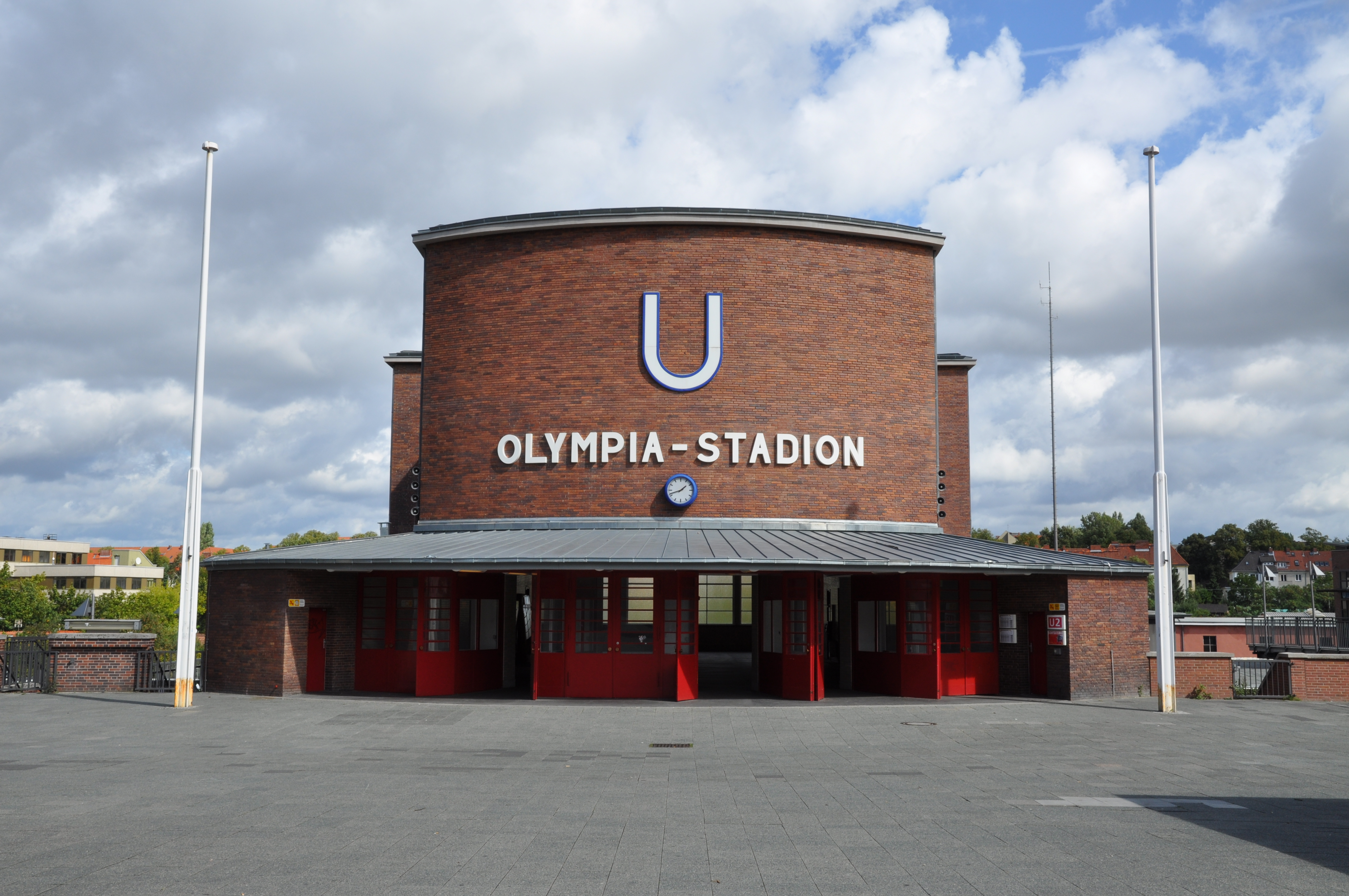
Stanice Olympia-Stadion

Rozvoj nových úseků Berlínské podzemní dráhy měl korespondovat s velkolepou a megalomanskou přestavbou německé metropole (přejmenování a rozšíření Berlína na město s deseti miliony obyvateli a názvem Germania). Mnohé linky měly být prodlouženy, zcela nové pak postaveny (do čtvrtí jako například Špandava, Gatow, Kladow, Marienfelde či Lankwitz. Na většinu plánů dohlížel sám Albert Speer, hlavní nacistický architekt mnohých staveb a později hlavně zbrojních závodů. Podobně jako je tomu v Moskvě, i v německé metropoli měla vzniknout okružní linka, která by křížila všechny ostatní linky metra. Soupravy této linky by zastavovaly ve zhruba třiceti stanicích.
Kromě toho zde byl ovšem i další úkol – připravit Berlín na XI. olympijské hry, které město pořádalo v roce 1936. Rozhodnutí konat hry právě zde padlo 13. května 1931, takže během zhruba pěti let musela být potřebná infrastruktura vybudována. K olympijským závodištím byla přivedena jedna linka metra (tehdy označovaná písmenem A) a jedna linka S-Bahnu. Koncová stanice Olympia-Stadion měla tři nástupiště, a její vestibul z cihel je dnes považován za velmi významnou ukázku tehdejší architektury.
Během druhé světové války bylo mnoho úseků silně poškozeno a částečně i zaplaveno. Též byla podzemní dráha z části využívána i jako kryt civilního obyvatelstva a důležitých zařízení, či úřadů, před bombardováním spojeneckými letouny. Tyto škody však byly relativně rychle opravovány jak v průběhu války, tak i po ní, a celá síť byla brzy znovuuvedena do provozu.

### 1945–1961: Rozdělení Berlína a následné změny
K další krizové situaci po rozdělení města došlo v důsledku postavení berlínské zdi roku 1961. Linky U1 a U2 byly 13. srpna 1961 rozděleny na západní a východní část, linky U6 a U8, jejichž konečné stanice ležely v západních sektorech, projížděly bez zastavení Východním Berlínem (s jedinou výjimkou, kterou byla Friedrichstraße). Vlaky musely jet silně zpomaleným tempem bez zastavení pro obyvatelstvo nepřístupnými zastávkami, které byly hlídány ozbrojenými silami pohraniční stráže NDR. Stanice Warschauer Straße byla uzavřena, protože díky zdi byla nově odříznuta od zbytku sítě. V mnohých místech v centru města došlo k zazdění některých přestupních chodeb tak, aby byly oba systémy dokonale od sebe oddělené. Stanice Potsdamer Platz nebyla obsluhována, vlaky končily již ve stanici Gleisdreieck, kde byly již dříve zřízeny obracecí koleje.

### 1961–1989: Dvě zcela oddělené sítě

Síť východoberlínského metra roku 1984 (modře); červeně je značen S-Bahn, městská železnice

Význačnou charakteristikou hromadné dopravy v Berlíně bylo tedy naprosté odloučení jejích částí ve východní a v západní části města.
Východu tak zůstaly de facto pouhé dvě linky; jedna severo-jižní (maloprofilová) do Pankowa a druhá středo-východní (velkoprofilová) do Tierparku. Obě se křížily ve stanici Alexanderplatz. Jelikož se na území východního Berlína nenacházelo žádné depo malého profilu (depu na Warschauer Brücke chybělo kolejové připojení, původní bylo přerušeno berlínskou zdí), byly zpočátku vozy převáženy k údržbě na podvalnících. Tato situace byla neúnosná, proto byl mezi stanicemi Klosterstrasse a Alexanderplatz vybudován jednokolejný spojovací tunel. Tunel byl otevřen 16. února 1952 k 50. výročí podzemní dráhy. Soupravy malého profilu byly tímto tunelem převáženy k údržbě v depu ve Friedrichsfelde. K soupravě byl připojen upravený vůz malého profilu, který soupravu po demontáži sběračů v beznapěťovém úseku přetáhl po trati velkého profilu do depa.
Během existence Východního Berlína došlo k otevření pouze několika málo úseků; jedná se o trati například do stanice Tierpark (1973) a pak dále na východ (Ersterwerdaer Platz v roce 1988 a Hönow roku 1989; tyto dva úseky však jsou povrchové).
Naopak na západě došlo k prudkému rozvoji; přibyly desítky kilometrů nových tratí do čtvrtí jako například Rudow (1970), Steglitz (1974), či Spandau (1984). V porovnání s východními přírůstky (které byly budovány především s ohledem na funkčnost) se zde u nových stanic uplatnil jak modernistický, tak i klasický přístup. Západní Berlín však zrušil svojí tramvajovou síť; dopravní toky tak na rozdíl od východu vlastně přemístil pod zem. Západoberlíňané navíc bojkotovali i svůj vlastní S-Bahn, který provozovala právě východoněmecká železniční společnost, což opět zvýšilo nároky na systém metra a samozřejmě také autobusovou síť. Podzemní dráha tudíž získala mnohem větší roli a také samozřejmě i prioritu.

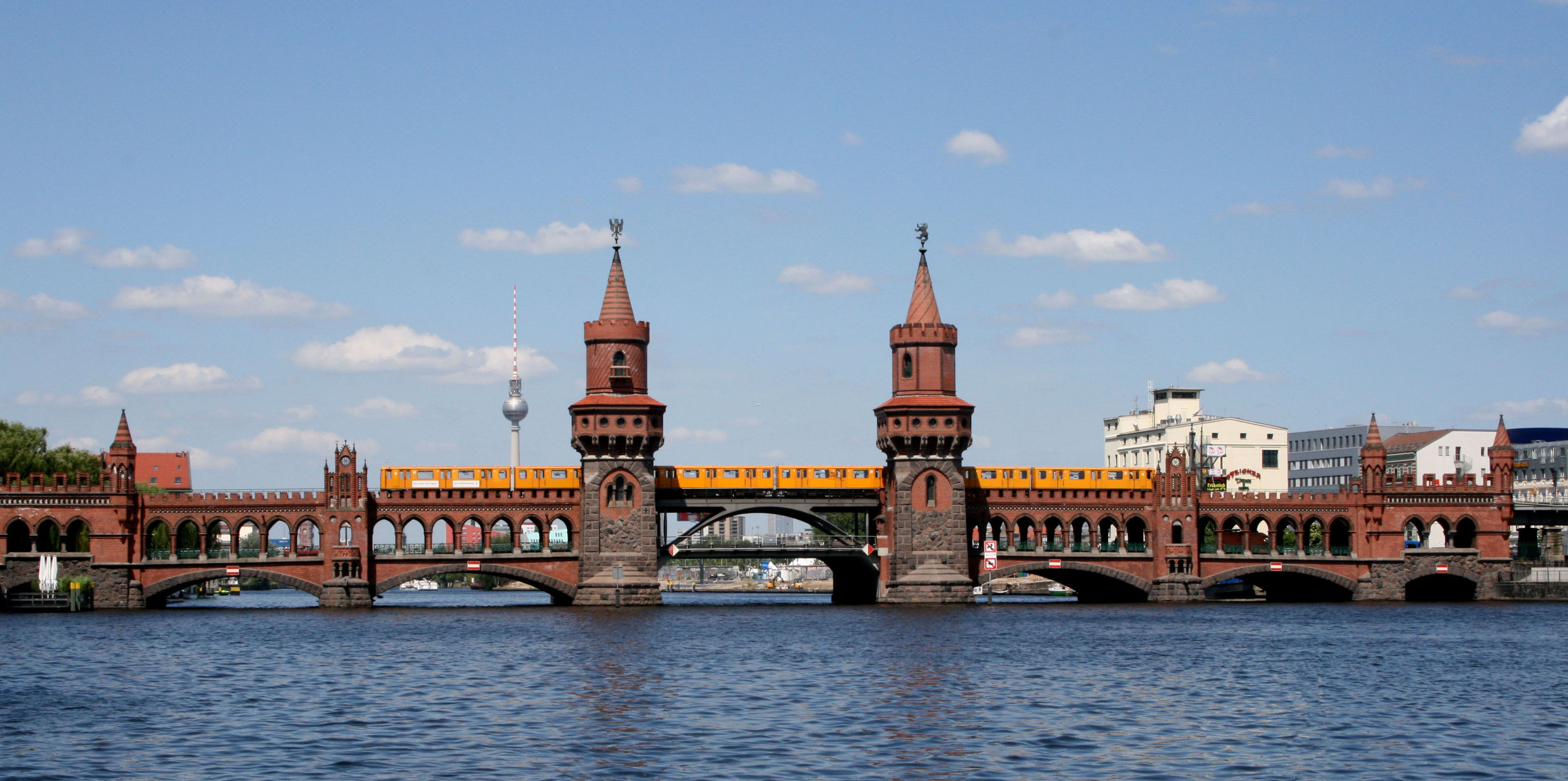
Most Oberbaumbrücke s podzemní dráhou – zde nadpovrchovou

### 1989–1992: Změny po sjednocení Berlína
Po sjednocení města stály dopravní podniky před mnoha úkoly. Bylo nejen nutno rigorózně obnovit zastaralý dopravní park včetně veškeré techniky, ale také sjednotit a sladit veškeré linky podzemní a městské dráhy. Tyto změny podléhaly částečně původnímu vedení linek, ale do velké míry vycházely také z předpokládaných nových potřeb sjednoceného města. Poslední změny ve vedení linek proběhly proto až začátkem tohoto století.
Jako jeden ze symbolů znovusjednocené dopravy je možno považovat obnovení trasy linky U1 přes most Oberbaumbrücke, na kterém byl po stavbě berlínské zdi přerušen provoz a který pak sloužil jako hraniční přechod pro pěší.

### 1992–2007: Metro na přelomu století
V 90. letech se již nepostavilo mnoho nových tratí i stanic. Prodloužila se linka U8; a to severním směrem. Na konci 90. let se však již přestávalo dostávat financí na budování nových tras, plánováno jich však do budoucích let není málo (je nutné rozšiřovat metro hlavně v centrální a východní části města v níž je síť metra nejřidší a kde se také nacházejí torza některých nedostavěných či zrušených stanic). Nejnovější stanice metra pocházejí tedy z let 1998 a 2000. Významnou událostí se stal požár ve stanici Deutsche Oper v roce 2000, po němž byla do jisté míry přehodnocena bezpečnostní opatření v celé podzemní dráze.
Kromě toho však probíhaly i rekonstrukce starých úseků, například na lince U2 byly zmodernizovány některé stanice. V letech 2003 a 2004 pokračovaly podobné práce na lince U5. Při modernizacích a přestavbách byla evidentní snaha zachovat celkové vyznění stanice a změnit jej pokud možno co nejméně. Též přibývá i stanic, které jsou vybavené výtahy (zpřístupňování metra osobám se sníženou pohyblivostí), což je trend, který lze pozorovat i v jiných městech.

## Linkové vedení
Linky podzemní dráhy jsou označovány velkým písmenem U a číslem, celkem od U1 do U9 (písmeno U pochází z německého Untergrund, tedy podzemí). K nejznámějším linkám podzemní dráhy města patří bezesporu linka U1, o které pojednává i známý muzikál z roku 1986 Linie 1.
| # | úsek                                | otevření | délka v km | počet stanic |
| - | ----------------------------------- | -------- | ---------- | ------------ |
|   | Uhlandstraße – Warschauer Straße    | 1902     | 8,81       | 13           |
|   | Pankow–Ruhleben                     | 1902     | 20,39      | 29           |
|   | Warschauer Straße – Krumme Lanke    | 1913     | 19,10      | 24           |
|   | Nollendorfplatz – Innsbrucker Platz | 1910     | 2,86       | 5            |
|   | Hauptbahnhof–Hönow                  | 1930     | 22,40      | 26           |
|   | Alt-Tegel – Alt-Mariendorf          | 1923     | 19,88      | 29           |
|   | Rathaus Spandau – Rudow             | 1924     | 31,76      | 40           |
|   | Wittenau–Hermannstraße              | 1927     | 18,04      | 24           |
|   | Rathaus Steglitz – Osloer Straße    | 1961     | 12,52      | 18           |

Další výstavba byla z nedostatku finančních prostředků dlouhou dobu nejasná. Původně plánovaná linka U10 a další prodloužení různých tras se stavět nebudou. S největší pravděpodobností se v dohledné době nebude prodlužovat ani linka U7, která se měla rozrůst o nový, asi tříkilometrový úsek a končit u letiště v Schönefeldu.
Roku 2009 byla uvedena do provozu linka U55 mezi stanicemi Hauptbahnhof a Brandenburger Tor. V prosinci 2020 došlo k jejímu prodloužení na Alexanderplatz a propojení s linkou U5. Původní linka U55 vedla v oblasti s vládními úřady (a mimo jiné s úřadem kancléře); z doby kancléře Kohla je známa jako tzv. „kancléřova linka“.

## Stanice

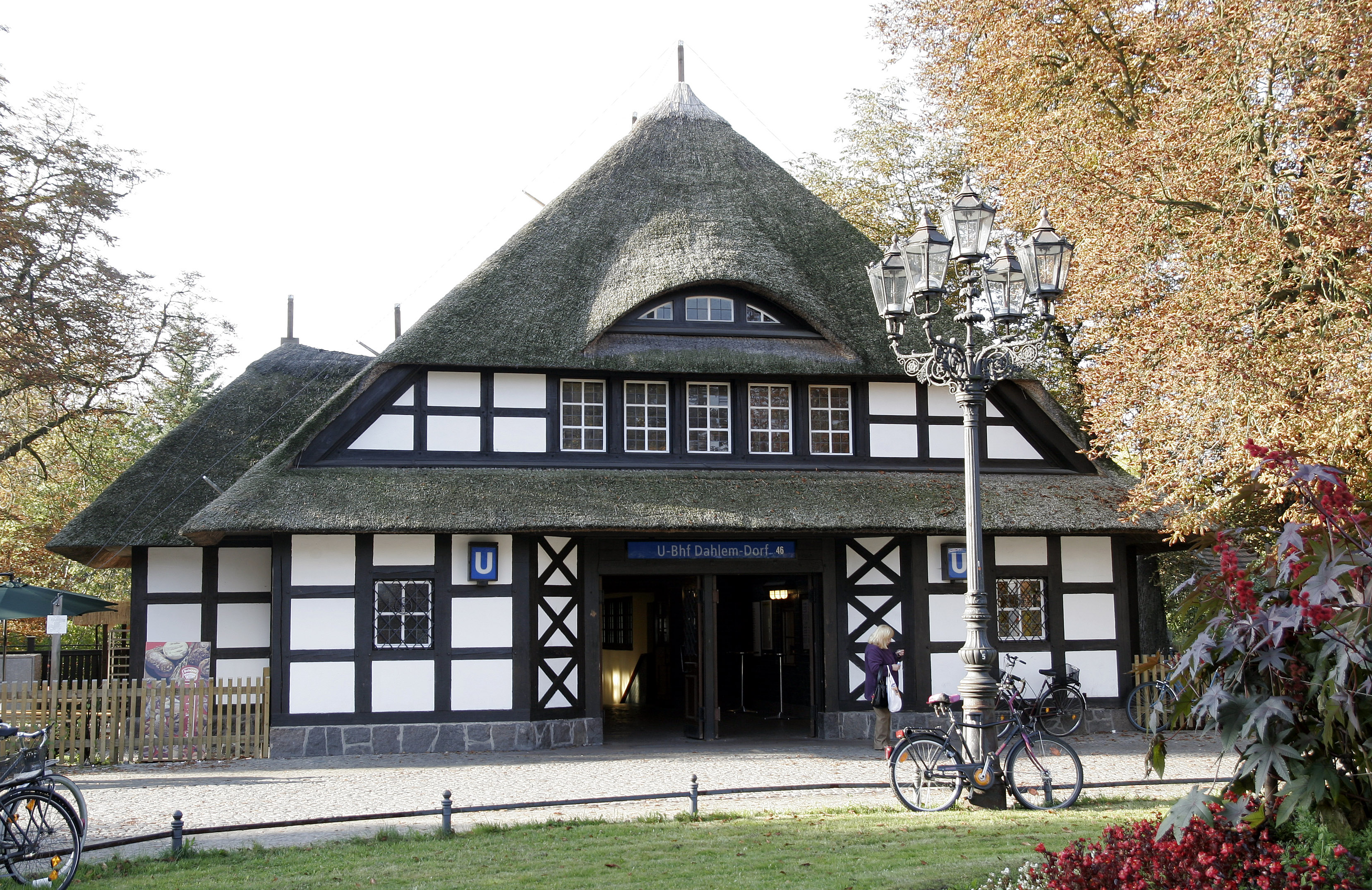
Stanice Dahlem-Dorf

Nejen dráha samotná, i jednotlivé stanice nesou stopy skutečnosti, že berlínská podzemní dráha, uvedená do provozu roku 1902, byla až do pozdních 70. let minulého století rozšiřována. Nehledě na suchý styl těchto nových stanic je v Berlíně možno objevit mnoho jiných, které upoutají svou architekturou.
K takovým patří např. stanice Hermannplatz, Dahlem-Dorf, Wittenbergplatz.
Mimo stanice Nollendorfplatz, kudy probíhají celkem 4 linie, stojí za zmínku i Alexanderplatz, jedna z nejfrekventovanějších stanic: mimo tři linky podzemní dráhy se tu křižují i četné linie městské dráhy S-Bahn.

Plán Berlína s linkami podzemní dráhy

## Technické zvláštnosti tratí

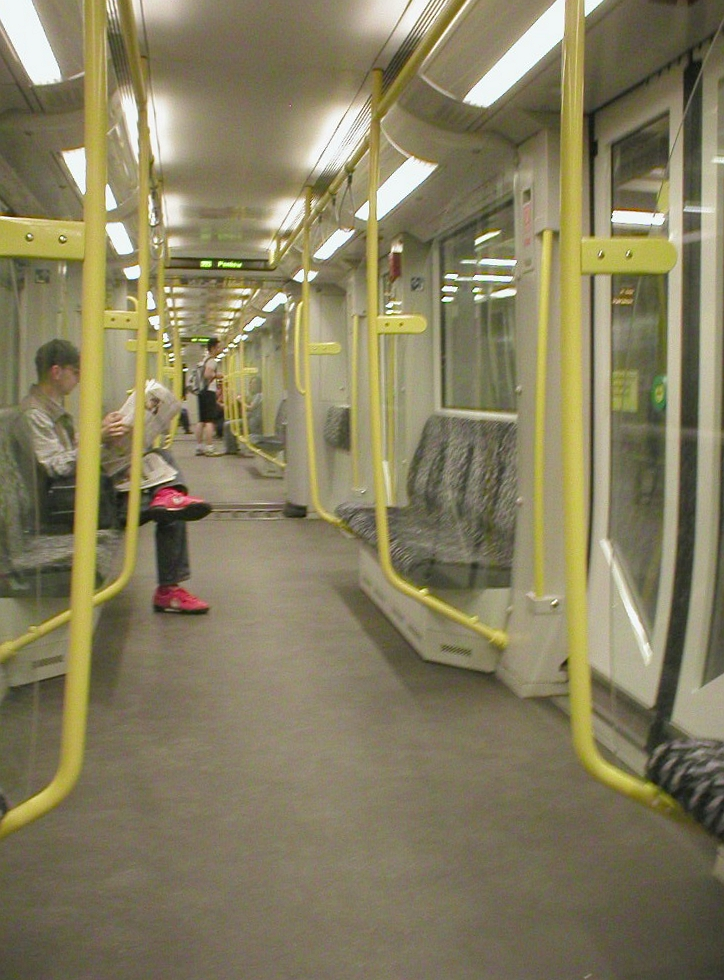
Souprava typu HK, vnitřní pohled

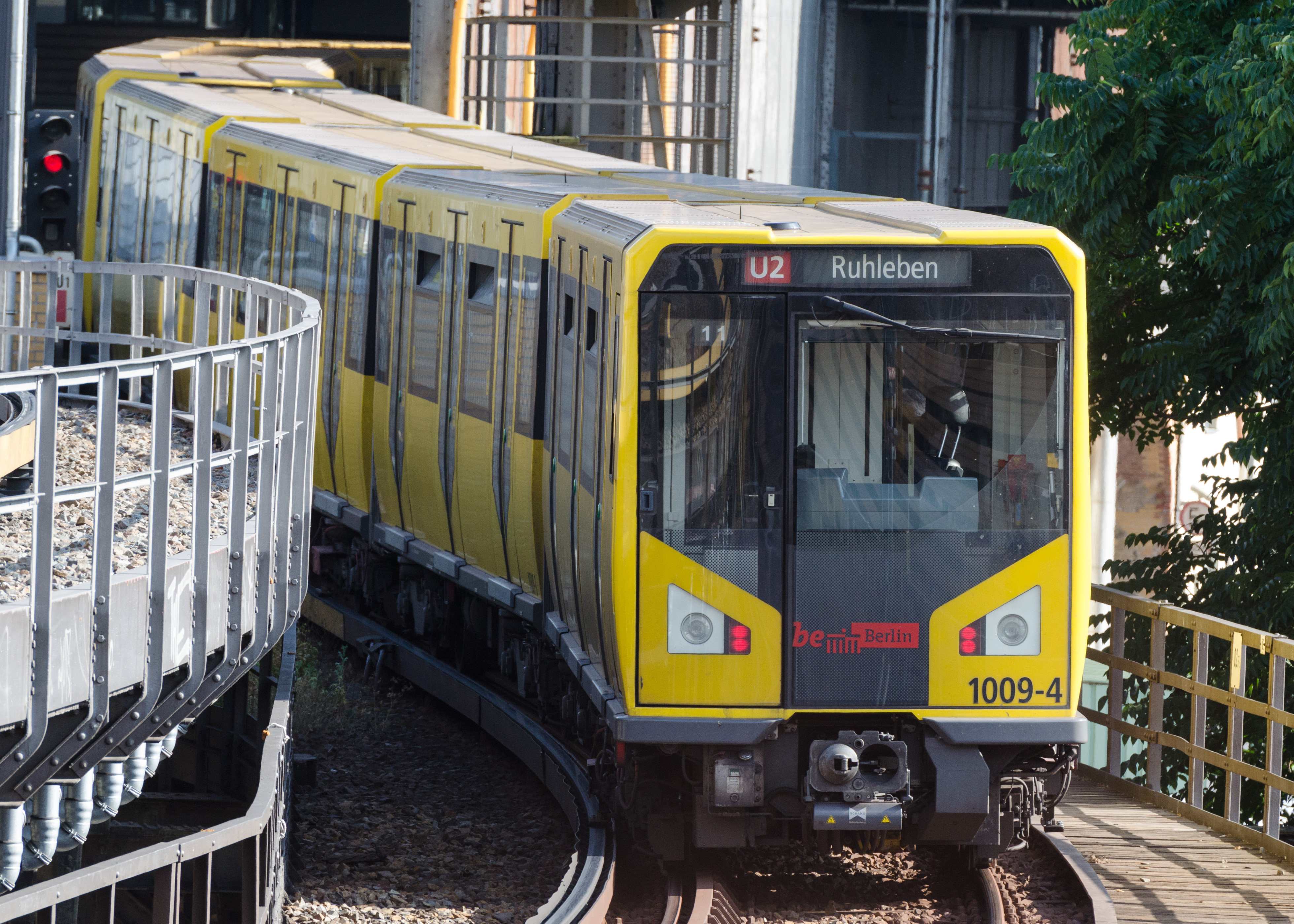
Souprava typu HK, vnější pohled

I po obnovení technického vybavení, zejména tratí na území bývalého Východního Berlína, je berlínská podzemní dráha rozdělena na dvě části: na linkách U1 až U4 jsou v provozu vozy s malým profilem, na ostatních (tedy U5 až U9) vozy s velkým profilem. Tato zvláštnost se však datuje již od počátků berlínské podzemní dráhy. Ve dvacátých letech minulého století se začalo uvažovat o zásadním rozšíření sítě, v této souvislosti byl také navržen a použit takzvaný velký profil.
Oba druhy vozů užívají koleje o stejném rozchodu (1435 mm) a napájení stejnosměrným proudem s napětím 750 V. Technicky se však přesto jedná o dvě sítě. Rozdíl spočívá zejména ve velikosti vozů: velkoprofilové (großprofil) jsou 2,65 m široké a 3,40 m vysoké, zatímco maloprofilové (kleinprofil) mají rozměry 2,30 m na 3,10 m. Na nástupiště pro maloprofilové soupravy se tedy velkoprofilové nevejdou, naopak by vznikla mezera o asi 20 centimetrech mezi vozem a nástupištěm. Oba profily dále ke snímání proudu užívají rozdílné sběrače proudu (jedna sbírá proud z napájecí kolejnice shora, druhá zezdola). I polarita je rozdílná: u maloprofilových tratí je proudová kolejnice kladný pól, u velkoprofilových záporný.
V poválečném období byly všechny vozy velkého profilu ze sovětské okupační zóny odvezeny do Moskvy. Ke zprovoznění linky E musely být použity vozy malého profilu. K vyplnění mezery mezi vozidlem a nástupištěm dostaly nové prahy. Teprve po bojkotu západoberlínského S-Bahnu byly přebytečné západoberlínské vozy v letech 1962 - 1970 přestavěny na vozidla podzemní dráhy (typ E III).
V druhé polovině 90. let minulého století začaly berlínské dopravní závody BVG vyměňovat i soupravy samotné, staré vozy jsou nahrazovány moderními vozy soupravy označené písmenem H (v obou profilech( kleinprofil= HK, großprofil=H)), které jsou v celé své délce většinou osmi vozů průchozí (podobně jako například v Paříži. Tyto soupravy jsou oblíbené i proto, že hlavně v pozdních hodinách v okrajových čtvrtích zprostředkují pocit větší bezpečnosti.

## Berlínská podzemní dráha v literatuře
- Berlínská U-Bahn je hlavním dějištěm (a tak trochu i hrdinou) novely českého spisovatele Jaroslava Rudiše Nebe pod Berlínem (2002).
- O narkomanech ve stanici Zoologischer Garten je kniha My děti ze stanice ZOO a stejnojmenný film.